# 遠距精神科治療
遠距精神科治疗是应用远程医疗到的专业领域精神病学。该术语通常描述通过电信技术（通常是视频会议）进行的精神病学评估和护理。 远程精神病学服务可以通过与设施合作以提高护理能力的中介公司提供，也可以由个体提供者或提供者团体提供。最常见的是，远程精神病治疗是在现场人员的监督下在医疗机构进行的，尽管只要符合HIPAA标准
美国遠距精神科治療增长的推动力之一是全国范围内精神病医生的短缺，特别是在儿童和青少年精神病学等特殊领域。 遠距精神科治療可以改善精神病医生的时间利用率，从而使更少的医生为更多的患者提供服务。遠距精神科治療还可以消除任何一方旅行的需要，从而使精神科医生更容易治疗农村或服务不足地区的患者。在美国，最常见的远距医疗服务保险方式是将保险纳入Medicare计划。报销医疗保险涵盖的服务必须满足联邦对效率，经济性和医疗质量的要求。自1999年以来，针对各种远距医疗服务的Medicare和Medicaid报销有所增加，降低了提供者的要求，并提供了赠款来支持远距医疗计划的采用。 2014年，医疗保险中心（CMS）的服务确实涵盖了远程医疗服务，包括许多地区的遠距精神科治療。

## 子专业
遠距精神科治療根据服务交付的不同上下文包括各种子专业。

### 家庭遠距精神科治療
对在家中或在其他私人环境中的患者进行精神病治疗称为家庭遠距精神科治療或直接面向消费者的远程精神病学，并且仅需要网络摄像头和高速互联网服务即可。 基于家庭的远程精神病学的增长归因于精神病医生的短缺以及与农村地区人们接触的能力。 远距精神科医生在开始治疗之前需要考虑几个因素。他们必须获得知情同意，并保证对患者使用远距精神病学是安全的，并使用符合HIPAA的安全视频会议平台，以保护患者的隐私并提供与传统办公室相同的护理标准。 与面对面治疗相比，远程精神病学产生相似的治疗效果并具有相似的诊断可靠性。  尽管提供者报告的满意度比患者低，但患者对遠距精神科治療的满意度通常很高。 尽管前期成本较高，但从长远来看，遠距精神科治療由于节省了差旅费用而更具成本效益。 

### 法医远距精神病学
法医远程精神病学是指在监狱或教养所使用遠距精神科治療医生或护士来进行，包括精神病学评估，药物咨询，自杀监护，假释前评估等。远程精神病学消除了囚犯被护送到异地约会和进行精神病学干预的需要，可以为教养所节省大量成本。 

### 按需远程精神病学
截至2008年，针对紧急精神病患者提供远程精神病咨询的准则正在制定中，例如对自杀，杀人，暴力，精神病，抑郁，躁狂和急症患者的评估。 但是，已经向医院急诊室，监狱，社区精神卫生中心，药物滥用治疗设施和学校提供了紧急远程精神病学服务。紧急远程精神病学可以缓解过度劳累的医院急诊部门的人员短缺，并提高患者的吞吐量和ED处理。医院可以使用遠距精神科治療来降低成本并增加患者对精神病学专家进行行为健康评估的机会，而不是雇用昂贵的短期临时医生或让急诊科医师评估患者的精神病学稳定性。
遠距精神科治療也是减少对精神病寄宿的需求的有效手段。精神病寄宿是指精神病患者在等待适当的精神病治疗期间通常在医院急诊室被拘留。 随着远程精神病学提供的吞吐量的增加，精神病患者享受更少的等待时间和更快的就医机会。

### 预定的远程精神病学
許多提供行為保健的設施都在尋求遠端精神病醫生，以提高他們的護理能力。使用常規的遠端精神病學，一個一致的提供者或一小組提供者可以在預先安排的時間段內為定期的大量客戶服務。可以諮詢遠端醫療服務提供者進行藥物管理，治療小組會議，監督，或者提供傳統的精神病學評估和諮詢。
可以使用偏遠的醫療服務提供者，使設施，尤其是那些在農村地區難以招募和維持醫療服務提供者的設施，能夠獲得更多種類的專科護理，以為其消費者提供服務。
使用常规远程精神病学的设施包括：
社区心理健康中心（ CMHCs ）门诊联邦资格的健康中心（ FQHCs ）大学和学校住宅计划疗养院责任照护组织（ ACO ）物质使用治疗中心军事基地

## 美国符合HIPAA
HIPAA （《健康保险携带和责任法案》）是美国联邦法律，为电子医疗信息交换（包括远程医疗服务）建立了安全和隐私标准。为了遵守HIPAA准则，许多提供商开发了自己的专业视频会议服务，因为常见的第三方消费者解决方案没有足够的安全性和隐私保护措施。还有越来越多的HIPAA兼容技术可用于遠距精神科治療。 

## 在印度
印度人口众多，精神科医生数量相对较少，因此遠距精神科治療服务成为扩大获得精神保健服务的良好选择。印度的遠距精神科治療仍然是一个年轻的行业，但它正在由Chandigarh 的医学教育和研究研究生学院和钦奈的精神分裂症研究基金会等机构领导下逐渐发展。 

## 在英国
NHS认识到远程精神病学的优点的步伐很慢，这可能是因为NHS的区域性设置使得基于位置的虚拟服务难以为国有模式的官僚机构实施，尽管现在存在一些NHS心理健康牛津NHS基金会信托 （页面存档备份，存于）基金等信托基金开始看到成本收益并建立服务。有一个由英国组成的顾问精神病医生小组， Psychiatry-UK LLP （页面存档备份，存于） ，以分庭模式工作，提供全国遠距精神科治療服务。他们已在护理质量委员会注册为NHS的合格医疗服务提供者，可以在NHS Choices网站上找到。他们现在看到的是NHS患者以及自费或有适当健康保险的患者。

## 进一步阅读
- . Telemedicine Journal and e-Health. 2004, 10 (4): 455–8. PMID 15689650. doi:10.1089/tmj.2004.10.455.
- . Canadian Journal of Psychiatry. January 2004, 49 (1): 12–23. PMID 14763673. doi:10.1177/070674370404900103.
- . Telemedicine Journal and e-Health. 2004, 10 (4): 455–8. PMID 15689650. doi:10.1089/tmj.2004.10.455.
- . Psychiatric Services. December 2003, 54 (12): 1604–9. PMID 14645799. doi:10.1176/appi.ps.54.12.1604.